# Кнея (Жнінський повіт)
Кнея (пол. Knieja, нім. Wiesenfelde) — село в Польщі, у гміні Барцин Жнінського повіту Куявсько-Поморського воєводства.
Населення — 162 особи (2011).
У 1975-1998 роках село належало до Бидгощського воєводства.

## Демографія
Демографічна структура станом на 31 березня 2011 року:
|          | Загалом | Допрацездатний вік | Працездатний вік | Постпрацездатний вік |
| -------- | ------- | ------------------ | ---------------- | -------------------- |
| Чоловіки | 87      | 23                 | 53               | 11                   |
| Жінки    | 75      | 12                 | 44               | 19                   |
| Разом    | 162     | 35                 | 97               | 30                   |